# Мао зелений
Мао зелений (Gymnomyza viridis) — вид горобцеподібних птахів родини медолюбових (Meliphagidae). Ендемік Фіджі. Фіджійський мао раніше вважався підвидом зеленого мао.

## Поширення і екологія
Зелені мао мешкають на островах Вануа-Леву і Тавеуні. Вони живуть у вологих рівнинних і гірських тропічних лісах.